# Wioślarstwo na Letnich Igrzyskach Olimpijskich 1960
Wioślarstwo na Letnich Igrzyskach Olimpijskich 1960 w Rzymie rozgrywane było w dniach 30 sierpnia – 3 września na torze na jeziorze Albano. W zawodach wioślarskich wzięło udział 410 zawodników z 33 krajów. Startowali tylko mężczyźni. Rozegrano 7 konkurencji. Polska wywalczyła jeden medal – brązowy w konkurencji jedynek.

## Konkurencje
| Konkurencja           | Mężczyźni |
| --------------------- | --------- |
| jedynka               | M1x       |
| dwójka podwójna       | M2x       |
| dwójka bez sternika   | M2-       |
| czwórka bez sternika  | M4-       |
| dwójka ze sternikiem  | M2+       |
| czwórka ze sternikiem | M4+       |
| ósemka ze sternikiem  | M8+       |

## Medaliści
| Konkurencja           | Złoto | Srebro | Brąz |
| Jedynka               | ZSRR · Wiaczesław Iwanow | Niemcy · Achim Hill | Polska · Teodor Kocerka |
| Dwójka podwójna       | Czechosłowacja · Václav Kozák · Pavel Schmidt | ZSRR · Aleksandr Bierkutow · Jurij Tiukałow | Szwajcaria · Ernst Hürlimann · Rolf Larcher |
| Dwójka bez sternika   | ZSRR · Walentin Boriejko · Oleg Gołowanow | Austria · Alfred Sageder · Josef Kloimstein | Finlandia · Veli Lehtelä · Toimi Pitkänen |
| Dwójka ze sternikiem  | Niemcy · Bernhard Knubel · Heinz Renneberg · Klaus Zerta | ZSRR · Antanas Bagdonavičius · Zigmas Jukna · Igor Rudakow                                                                                         | Stany Zjednoczone · Richard Draeger · Conn Findlay · Kent Mitchell                                                                                            |
| Czwórka bez sternika  | Stany Zjednoczone · Arthur Ayrault · Ted Nash · John Sayre · Rusty Wailes                                                                                          | Włochy · Tullio Baraglia · Renato Bosatta · Giancarlo Crosta · Giuseppe Galante                                                                    | ZSRR · Igor Achriemczik · Jurij Baczurow · Walentin Morkowkin · Anatolij Tarabrin                                                                             |
| Czwórka ze sternikiem | Niemcy · Gerd Cintl · Horst Effertz · Klaus Riekemann · Jürgen Litz · Michael Obst                                                                                 | Francja · Robert Dumontois · Claude Martin · Jacques Morel · Guy Nosbaum · Jean Klein                                                              | Włochy · Fulvio Balatti · Romano Sgheiz · Franco Trincavelli · Giovanni Zucchi · Ivo Stefanoni                                                                |
| Ósemka                | Niemcy · Manfred Rulffs · Walter Schröder · Frank Schepke · Kraft Schepke · Karl-Heinrich von Groddeck · Karl-Heinz Hopp · Klaus Bittner · Hans Lenk · Willi Padge | Kanada · Donald Arnold · Walter D’Hondt · Nelson Kuhn · John Lecky · David Anderson · Archie MacKinnon · Bill McKerlich · Glen Mervyn · Sohen Biln | Czechosłowacja · Bohumil Janoušek · Jan Jindra · Jiří Lundák · Stanislav Lusk · Václav Pavkovič · Luděk Pojezný · Jan Švéda · Josef Věntus · Miroslav Koníček |

## Kraje uczestniczące
W zawodach wzięło udział 410 wioślarzy z 33 krajów:
| - Argentyna (9) - Australia (25) - Austria (10) - Belgia (5) - Brazylia (5) - Czechosłowacja (22) - Dania (16) - Finlandia (12) - Francja (16) - Grecja (6) - Hiszpania (18) | - Holandia (13) - Japonia (14) - Jugosławia (12) - Kanada (15) - Meksyk (2) - Niemcy (26) - Norwegia (2) - Nowa Zelandia (1) - Peru (2) - Polska (5) - Portugalia (5) | - Rumunia (8) - Stany Zjednoczone (26) - Szwajcaria (18) - Szwecja (12) - Urugwaj (5) - Węgry (9) - Włochy (26) - Wielka Brytania (26) - Zjednoczona Republika Arabska (9) - Związek Południowej Afryki (5) - ZSRR (25) |

## Klasyfikacja medalowa
| Lp. | Państwo           |   |   |   | Razem |
| --- | ----------------- | - | - | - | ----- |
| 1.  | Niemcy            | 3 | 1 | – | 4     |
| 2.  | ZSRR              | 2 | 2 | 1 | 5     |
| 3.  | Stany Zjednoczone | 1 | – | 1 | 2     |
| 4.  | Czechosłowacja    | 1 | – | 1 | 2     |
| 5.  | Włochy            | – | 1 | 1 | 2     |
| 6.  | Kanada            | – | 1 | – | 1     |
|     | Francja           | – | 1 | – | 1     |
|     | Austria           | – | 1 | – | 1     |
| 9.  | Finlandia         | – | – | 1 | 1     |
|     | Szwajcaria        | – | – | 1 | 1     |
|     | Polska            | – | – | 1 | 1     |